# جورج مورو
جورج مورو (بالإنجليزية: George Morrow)‏ هو عالم حاسوب أمريكي، ولد في 30 يناير 1934 في ديترويت في الولايات المتحدة، وتوفي في 7 مايو 2003 في سان ماتيو في الولايات المتحدة.

## وصلات خارجية
- جورج مورو على موقع ميوزك برينز (الإنجليزية)